# Sábado de corazón
Sábado de corazón es un programa de televisión de variedades y entretenimiento venezolano. Producido y transmitido por TVes en conjunto con la Fundación Corazón Llanero. Es conducido por Winston Vallenilla, anterior presidente de la planta televisiva. Fue estrenado el 12 de noviembre de 2016. Se emite en el horario de 4pm a 9pm.

## Producción
Sábado de corazón emite presentaciones de artistas musicales, tanto nacionales como internacionales, invitados especiales, música, baile y concursos. Este programa viene basado como respuesta a competir contra el programa de mismo formato sabatónico, Súper sábado sensacional de Venevisión.
Tiene una duración de 5 a 6 horas y es transmitido los sábados de 4:00pm a 9:00pm en Venezuela. Es producido por Corazón Llanero y la Televisora Venezolana Social. Fue anunciado por presidente venezolano, Nicolás Maduro, en su programa Contacto con Maduro, número 71.[cita requerida] Es transmitido desde el Teatro Junín, ubicado en el centro de Caracas. Cuenta con un respaldo económico por parte del Fondo de Responsabilidad Social de CONATEL.
El programa marco el regreso de Winston Vanellila, que no trabajó delante de las pantallas desde que la La guerra de los sexos salió del aire en 2013. Desde diciembre de 2017 el programa deja de producirse, pero emite reposiciones durante el transcurso de 2018.

## Segmentos producidos en el programa
El programa contiene una sección llamada "Todo queda en familia", un segmento de concursos encabezado por el mismo Vallenilla, junto con su esposa, la actriz y animadora Marlene De Andrade, donde dos grupos familiares tendrán la oportunidad de ganarse fabulosos premios de la mano de los padrinos famosos que intervendrán en cada entrega. Este segmento estaba basado en el programa de Venevisión, La guerra de los sexos, en cuanto al tema de las gincanas presentes, pero no en el caso de los participantes, que no serían famosos, y que los equipos no estarían divididos por sexo, sino por familias).
El programa también contiene un concursos de talento: "Talento de Corazón", un concurso de canto de música folklórica venezolana donde participan niños y niñas; "Cumpliendo tu sueño" un concurso para demostrar diversos talentos artísticos.